# Channel-Port aux Basques
Channel-Port aux Basques is een gemeente (town) in de Canadese provincie Newfoundland en Labrador. Channel-Port aux Basques ligt aan de Straat Cabot in het uiterste zuidwesten van het eiland Newfoundland. De gemeente huisvest een belangrijke veerhaven. 

## Geschiedenis
In de vroege 18e eeuw werd het dorp Channel gesticht door vissers uit de Kanaaleilanden (Engels: Channel Islands).
Vanaf de Vrede van Utrecht (1713) tot de Entente cordiale (1904) behoorde de streek tot de zogenaamde Franse kust van Newfoundland, waardoor er een grote Franse invloed was. Behalve Fransen waren er vanaf de 19e eeuw voornamelijk ook Amerikaanse vissers aan dit deel van de kust actief.
Port aux Basques was de westelijke terminus van de in 1898 aangelegde Newfoundland Railway, tot de ontmanteling van het spoorwegnetwerk in 1988.
Channel-Port aux Basques werd als gemeente erkend in het jaar 1945. In 1964 werd de gemeente uitgebreid door de annexatie van de aangrenzende local government community Mouse Island. Sinds 1996 behoort ook het gehucht Long Grade tot de gemeente.
Op 24 september 2022 werd de gemeente zwaar getroffen door de restanten van Orkaan Fiona. Het gemeentebestuur riep de noodtoestand uit en evacueerde een deel van de inwoners. Tientallen woningen werden vernietigd of zwaar beschadigd door de stormvloed. Een 73-jarige vrouw kwam om het leven toen ze werd meegesleurd door de golven.

## Geografie
In het oosten van het grondgebied bevindt zich Port aux Basques, een grote natuurlijke haven waar ook de veerhaven gevestigd is. Ten zuidwesten ervan bevindt zich het dorp Channel, dat zowel aan Port aux Basques als aan Motherlake Bay gelegen is. Aan de westrand is deze kern vergroeid met het dorp Mouse Island.
Ruim anderhalve kilometer naar het noordwesten toe liggen de plaatsen Grand Bay East en Grand Bay West. Deze zijn, zoals hun naam aangeeft, beide gelegen aan de Grand Bay. Ten noorden van die grote baai ligt nog de eveneens tot de gemeente behorende plaats Dennis Hill. In het uiterste noordwesten van het grondgebied, aan de doodlopende Edna's Road, ligt nog het kleine en afgelegen gehucht Long Grade.
De gemeente Channel-Port aux Basques telt verschillende kleine meren, waaronder de Dennis Pond.
Relatief nabijgelegen plaatsen zijn Osmond en Cape Ray in noordwestelijke richting en Fox Roost-Margaree en Isle aux Morts in oostelijke richting.

## Demografie
Demografisch gezien is Channel-Port aux Basques, net zoals de meeste afgelegen gemeenten op Newfoundland, aan het krimpen. Tussen 1976 en 2021 daalde de bevolkingsomvang van 6.187 naar 3.547. Dat komt neer op een daling van 2.640 inwoners (-42,7%) in 45 jaar tijd.
| Demografische ontwikkeling van Channel-Port aux Basques tussen 1951 en 2021                                                                                                   |
| --- |
| |
| Bron: Statistics Canada (1951–1986, 1991–1996, 2001–2006, 2011–2016, 2021) - Grote groei tussen 1961 en 1966 deels te verklaren door de aanhechting van Mouse Island in 1964. |

### Taal
In 2021 had 99,4% van de inwoners van Channel-Port aux Basques het Engels als moedertaal; alle anderen waren de taal machtig. Hoewel slechts vijftien mensen (0,4%) het Frans als (al dan niet gedeelde) moedertaal hadden, waren er 50 mensen die die andere Canadese landstaal konden spreken (1,4%). De op twee na meest gesproken taal was het Arabisch met 25 personen die deze taal konden spreken (0,7%).

## Transport
De gemeente heeft vooral belang doordat Newfoundlands westelijke terminus van de Trans-Canada Highway zich er bevindt. Vanuit de haven van Channel-Port aux Basques vertrekken dagelijks (meestal) twee of meer veerboten richting North Sydney in Nova Scotia, alwaar de Trans-Canada Highway zich verderzet. De vaartocht naar Nova Scotia duurt ongeveer zeven uur.
Bij de veerhaven bevindt zich voorts het westelijke begin- en eindpunt van de trans-Newfoundlandse busdienst van DRL Coachlines. Hetzelfde geldt voor de Newfoundland T'Railway, een 883 km lang recreatief pad dat de loop van de voormalige Newfoundlandse spoorweg volgt.

## Gezondheidszorg
In de gemeente bevindt zich het Dr. Charles L. LeGrow Health Centre, een gezondheidscentrum dat zowel primaire, secundaire als langetermijnzorg aanbiedt aan de inwoners van de zuidwestkust van Newfoundland. Het centrum ligt in de plaats Grand Bay East en valt onder de bevoegdheid van de gezondheidsautoriteit Western Health.

## Galerij

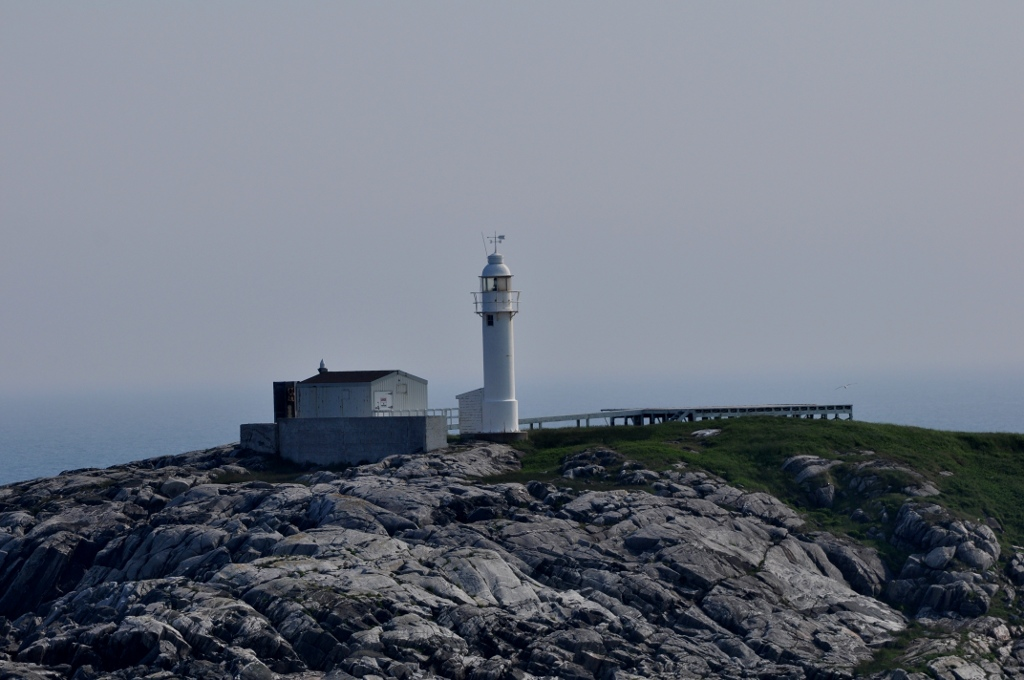
Channel Light, een vuurtoren gelegen op het rotseiland Channel Head
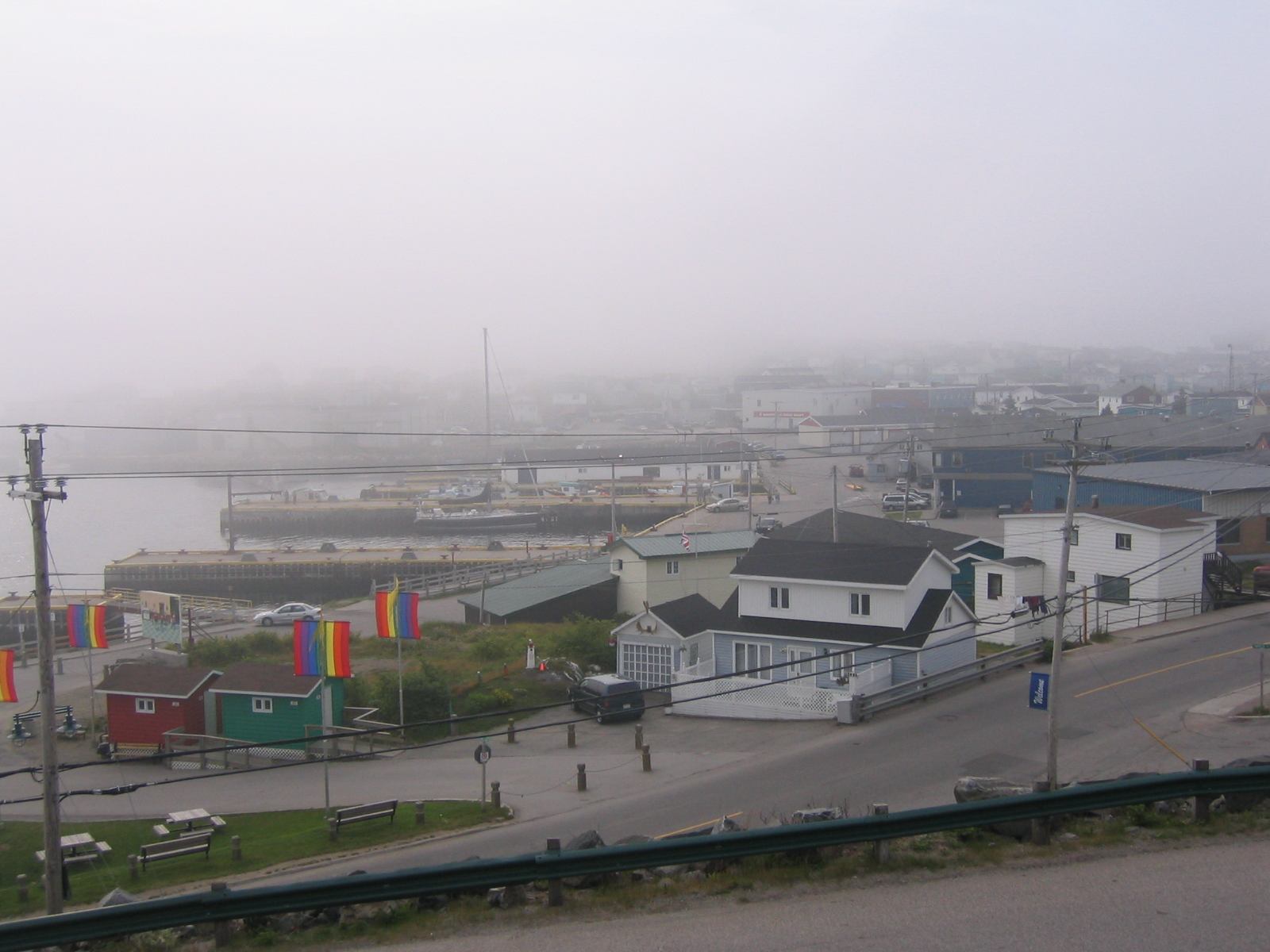
De haven van Port aux Basques (2005)
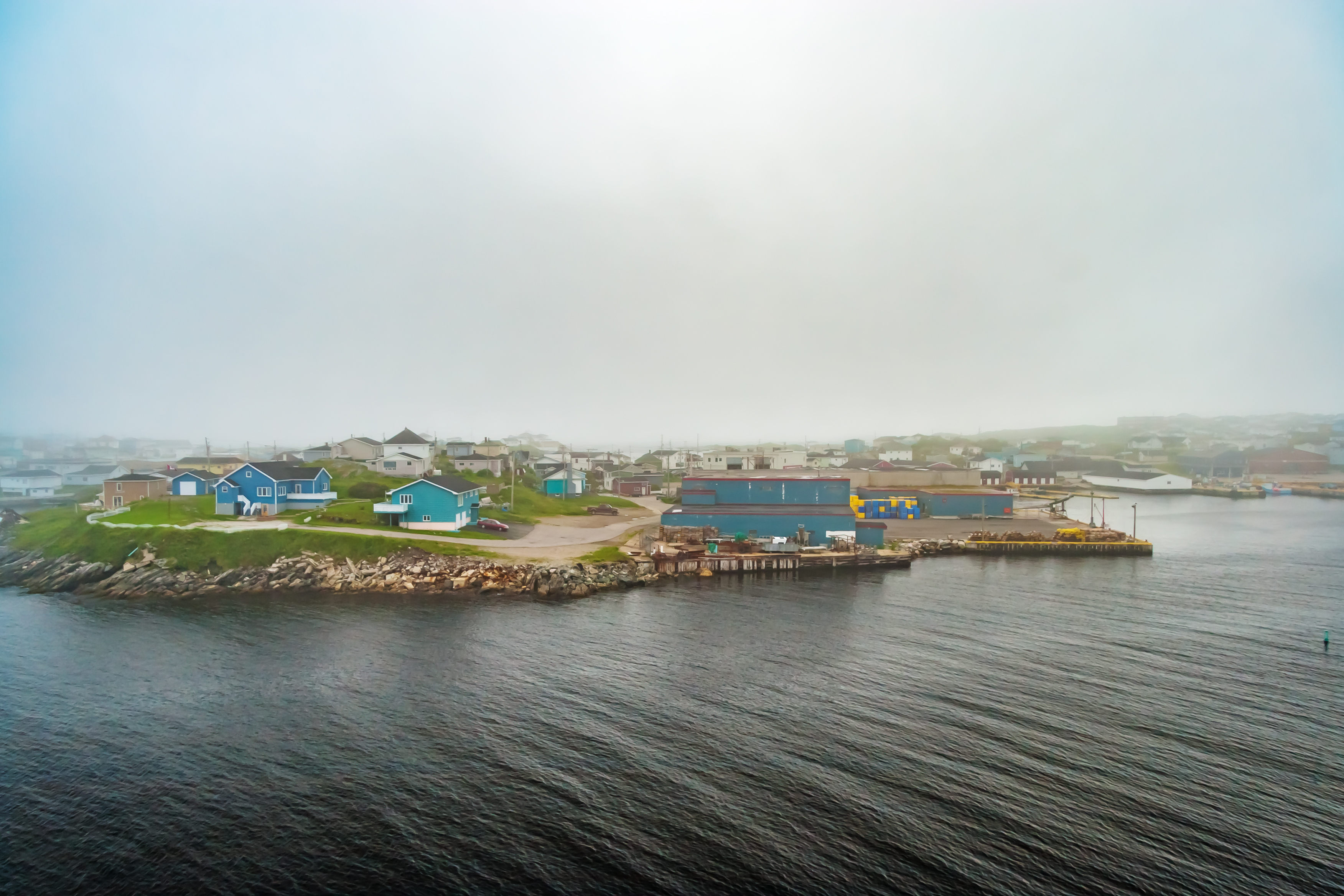
Zicht op de gemeente vanaf het water